# 黃旗街道
黄旗街道，是中华人民共和国吉林省吉林市船营区下辖的一个乡镇级行政单位。
清宣宗道光三十年（1850）以后，今船营区欢喜乡吉兴村三队附近，居住4户满族人，由于几家黄旗人居住一屯，故名黄旗屯。中华民国、伪满洲国统治时期，属永吉县第二区。1942年后隶属吉林市白山区至诚町会。1945年隶属吉林市白山分区黄旗屯系，为至诚联保。1948年3月9日吉林市解放后该地叫西团子村。1950年改叫西团子山子村与西南窑村合并改为黄旗屯街道，并设立办事处。1956年农业合作化时，由菜民和农民组织起来，改为高级社。在1958年大办人民公社时，临江门以西地区成立东风人民公社，黄旗屯街道归新成立的东风管理区。1958年末，由于体制改革，东风管理区解散，成立吉兴管理区。1959年划归白山公社管理。1963年归吉林市船营区改名为黄旗屯街道办事处。1966年又改名为长春路街道办事处。1979年4月1日由长春路街道办事处分出后，名黄旗屯街道办事处。2005年改称黄旗街道办事处。

## 行政区划
黄旗街道下辖以下地区：
家园社区、新生社区、御园社区、黄旗社区、百兴社区和锦绣社区。